# 北京市第四中级人民法院
北京铁路运输中级法院是中华人民共和国北京市的1所铁路运输中级法院，位于北京市丰台区三顷地甲3号，2014年12月起加挂北京市第四中级人民法院牌子。北京四中院是北京市中级人民法院之一，是跨北京市行政区划人民法院，也是中华人民共和国第2家跨行政区划的人民法院（第1家为上海市第三中级人民法院）。

## 沿革

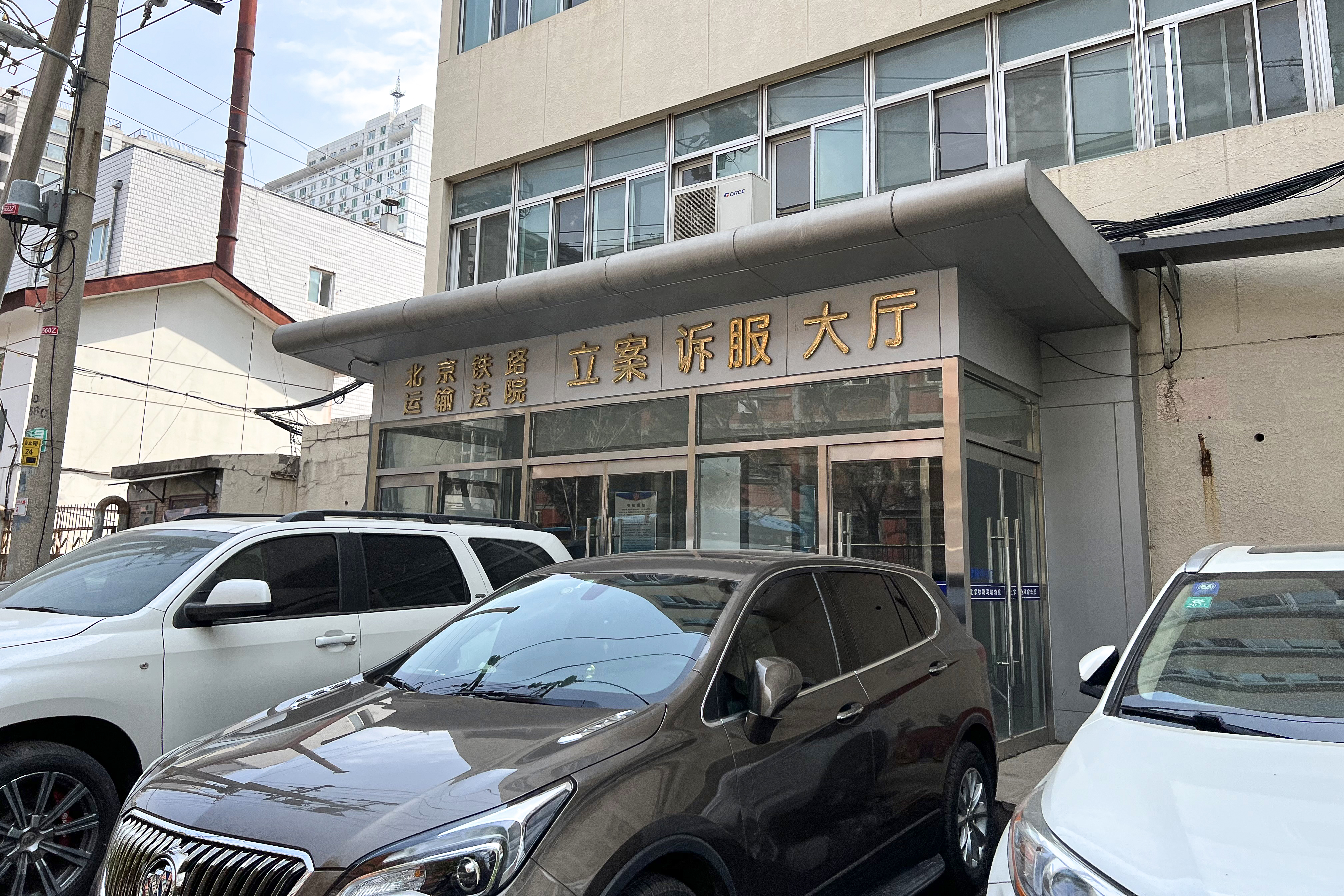
北京铁路运输法院（北蜂窝路）

1954年3月22日，北京铁路沿线专门法院成立。1955年3月，该院更名为北京铁路运输法院。1956年1月1日，中华人民共和国铁道部决定将北京、天津2个铁路管理局合并为北京铁路管理局，下设北京、天津、张家口、石家庄4个铁路分局，管辖线路为原两局范围，驻两局的军事运输处、运输法院、运输检察院同时合并。1957年9月，根据中华人民共和国国务院《关于撤销铁路、水上运输法院的决定》，该院撤销。
1981年，北京铁路运输中级法院成立，于1982年5月1日开始正式办案。北京铁路运输中级法院是国家设在北京铁路局的审判机关，主要任务是受理铁路运输系统公安机关负责侦破、铁路运输检察院提起公诉的刑事案件，和与铁路运输有关的经济纠纷案件。北京铁路运输中级法院的审判工作起初由全国铁路运输高级法院监督。根据最高人民法院、最高人民检察院关于撤销全国铁路运输高级法院和全国铁路运输检察院有关问题的通知，1987年3月起，北京铁路运输中级法院的审判工作改由北京市高级人民法院监督。1982年至2006年7月，国家在北京铁路局及其所属各铁路分局辖区设立北京铁路运输中级法院和北京、天津、石家庄、太原、大同、临汾6个铁路运输法院。2006年7月后，调整为北京铁路运输中级法院和北京、天津、石家庄3个铁路运输法院。2012年6月6日，北京铁路运输中级法院、北京铁路运输法院正式转制移交北京法院系统，实行属地管理。
2014年10月，中共十八届四中全会通过《中共中央关于全面推进依法治国若干重大问题的决定》，提出“探索设立跨行政区划的人民法院和人民检察院，办理跨地区案件。”
2014年12月2日，中央全面深化改革领导小组第七次会议审议通过《设立跨行政区划人民法院、人民检察院试点方案》，确定在北京市、上海市设立跨行政区划中级人民法院、市人民检察分院。
2014年12月30日，根据中央机构编制委员会办公室和最高人民法院相关批复设立北京市第四中级人民法院，同日开始履职。北京市第四中级人民法院的办公地址是北京市丰台区三顷地甲3号（此处原为北京市第一中级人民法院第二审判区。此前北京铁路运输中级法院位于北京市海淀区北蜂窝路甲5号）。新设立的北京市第四中级人民法院，系在北京铁路运输中级法院加挂牌子。与该院同日履职的还有北京市人民检察院第四分院。
根据中央机构编制委员会办公室的批复，北京市第四中级人民法院核定政法编制140名，所需编制从北京市法院系统现有政法专项编制中调剂解决。北京市第四中级人民法院设5个审判庭，1个执行局，1个综合行政办公室，2个司法辅助机构。
2015年2月10日，北京市第四中级人民法院挂牌成立后第一次开庭审理案件，由院党组书记、院长吴在存任审判长，与该院行政审判庭副庭长陈良刚、审判员武楠组成合议庭，公开审理中铁十六局集团路桥工程有限公司诉密云县人民政府安监行政批准案，密云县人民政府副县长郭鹏出庭应诉。
2021年12月28日，最高人民法院批复同意在北京四中院设立北京国际商事法庭，作为专门审理涉外商事案件的机构。

## 管辖
2014年12月30日，北京市高级人民法院发布《关于北京市第四中级人民法院履职的公告》称：

二、北京市第四中级人民法院管辖下列第一审案件：
- （1）以本市区（县）人民政府为被告的行政案件，但目前各区（县）人民法院受理的以区（县）人民政府名义办理不动产物权登记的案件，仍由各区（县）人民法院办理；
- （2）按照级别管辖标准，应由本市中级人民法院管辖的金融借款合同纠纷案件、保险纠纷案件、涉外及涉港澳台的商事案件；
- （3）跨地区的重大环境资源保护案件、重大食品药品安全案件；
- （4）北京市人民检察院第四分院提起公诉的案件；
- （5）北京市高级人民法院指定管辖的其它特殊案件；
- （6）按照最高人民法院《关于铁路运输法院案件管辖范围的若干规定》、北京市高级人民法院《关于指定北京铁路运输中级法院和北京铁路运输法院受理案件范围的通知》，由北京铁路运输中级法院管辖的案件。

对北京铁路运输法院、天津铁路运输法院、石家庄铁路运输法院第一审裁判的上诉，由北京市第四中级人民法院受理。北京市第一、第二、第三中级人民法院及北京知识产权法院与各区（县）人民法院的审级关系维持不变。
三、北京市第一、第二、第三中级人民法院自2014年12月30日起，不再受理第二条第一款第（1）至（3）项规定的第一审案件。2014年12月29日以前，当事人已经向北京市第一、第二、第三中级人民法院提交起诉材料但尚未立案或尚未审结的，由上述中级人民法院继续审查、立案、审理。

## 机构设置
- 审判委员会

### 内设机构
- 立案庭
- 刑事审判庭
- 民事审判庭
- 行政审判庭
- 审判监督庭
- 执行局
- 综合行政办公室
- 司法服务办公室
- 司法警察支队
- 监察室[15]

## 历任领导
| 北京铁路运输中级法院院长 - 田今贵（1984年7月—1993年6月） - 池强（1993年6月—12月，代理；1993年12月—2000年4月） - 袁军（2000年5月—10月，代理；2000年10月—2011年7月22日） - 袁军（2011年7月22日—2013年7月26日）（自此以下均为北京市人民代表大会常务委员会任命） - 刘毅（2013年7月26日—2014年12月25日） 北京市第四中级人民法院（北京铁路运输中级法院）院长 - 吴在存（2014年12月25日－2017年3月28日） - 孙力（2017年3月28日—） | 北京市第四中级人民法院（北京铁路运输中级法院）党组书记 1. 吴在存（2014年12月—2017年3月） 2. 孙力（2017年3月31日—） |

## 知名案例
- 中俄國際列車劫案

## 对应铁路运输基层法院
- 北京铁路运输法院
- 天津铁路运输法院
- 石家庄铁路运输法院